# Новобаширово
Новобаширово (баш. Яңы Бәшир) — деревня в Чекмагушевском районе Республики Башкортостан Российской Федерации. Входит в состав Башировского сельсовета. 

## География

### Географическое положение
Расстояние до:
- районного центра (Чекмагуш): 27 км,
- центра сельсовета (Старобаширово): 2 км,
- ближайшей ж/д станции (Уфа): 85 км.

## Население
| 2002 | 2009 | 2010 |
| ---- | ---- | ---- |
| 33   | ↘27  | ↘26  |